# Gintang
Gintang (assamesisch), regional auch jintang, dhutong, jeng toka, badung dunga, dhup talow, ist eine mit Stöckchen geschlagene, idiochorde Bambusröhrenzither im nordostindischen Bundesstaat Assam, die als Perkussionsinstrument zur Begleitung von Liedern und Tänzen eingesetzt wird.

## Bauform und Spielweise
Die gintang besteht aus einem etwa einen halben Meter langen, dicken Bambusabschnitt (Internodium), der knapp hinter den Knoten abgeschnitten wurde. Eine gintang aus dem 19. Jahrhundert, die zuerst in die Sammlung von Francis W. Galpin kam und sich heute im Museum of Fine Arts, Boston, befindet, ist 55,3 Zentimeter lang bei einem Durchmesser von 6,3 Zentimetern. Die Knoten verschließen die Röhre an beiden Enden. Eine als dhup talow bezeichnete Bambusröhrenzither hat einen Durchmesser von 4 Zentimetern und ist dagegen an einem Ende offen. Die beiden Saiten sind idiochord (aus demselben Material wie der Saitenträger bestehend), sie werden als dünne Längsstreifen aus der oberen Schicht des Bambusrohrs herausgeschnitten und bleiben an den Enden mit dem Rohr verbunden. Unter den Saiten wird das Bambusrohr zu einer geraden Fläche verjüngt. An beiden Enden untergeschobene Hölzchen oder Bambusstücke bringt die Saiten in einen parallelen Abstand zum Saitenträger. Durch Verschieben der Hölzchen kann die Spannung der Saiten variiert werden. Etwas außerhalb der Mitte ist unter den Saiten ein rechteckiges Schallloch ausgeschnitten. Ein weiteres flaches Holzstück ist über dieser Öffnung zwischen die Saiten geklemmt oder dort daneben unter sie geschoben. Dadurch lassen sich beim Anschlagen der Saiten mit einem dünnen Stock vier unterschiedliche Tonhöhen hervorbringen.
Der Name jeng toka („Saiten-toka“) dient in Assam zur Abgrenzung von der toka genannten, gabelförmigen Bambusklapper.
Der sitzende Spieler fixiert die gintang am unteren Ende zwischen seinen Knien und legt sie seitlich vom Hals gegen eine Schulter schräg geneigt vor sich und schlägt die Saiten beidhändig mit je einem Bambusstreifen. Die Saiten bringen helle Töne mit wenig Nachhall hervor. Sie können zur Dämpfung mit einer Hand niedergedrückt und mit dem Stock in der anderen Hand geschlagen werden. Einseitig offene Bambusröhren werden mit dem offenen Ende mehr oder weniger stark gegen den Oberkörper gedrückt, um so den Klang zu  verändern. Auf ähnliche Weise öffnet und schließt ein Musikbogenspieler mit seinem Oberkörper den Resonator zur Klangmodulation.

## Herkunft und Verbreitung

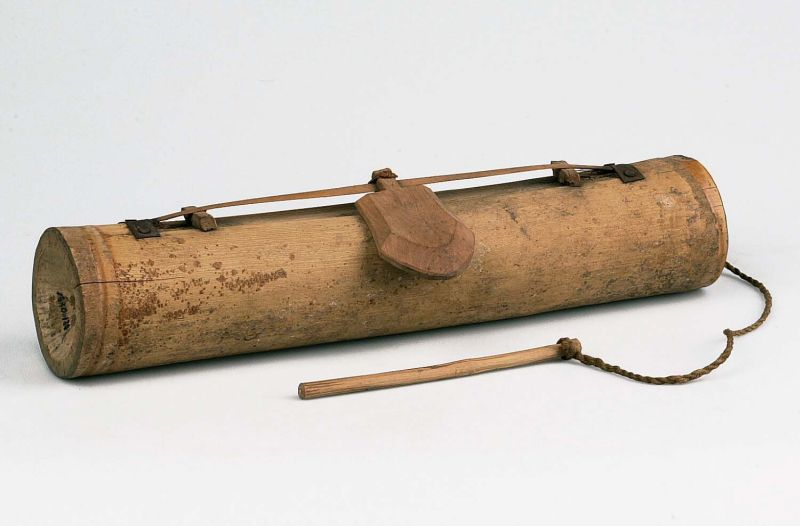
Einsaitige, idiochorde Bambusröhrenzither guntang aus Bali. Tropenmuseum, Amsterdam, vor 1939. Die guntang wird zur rhythmischen Punktierung im balinesischen gamelan gambuh und in der Musik von Lombok zusammen mit der Flöte suling gespielt.

Der äußerste Nordosten Indiens nimmt musikalisch eine Sonderstellung ein, weil sich hier viele Traditionen finden, die ansonsten für Südostasien typisch sind. Dennoch sind idiochorde Bambusröhrenzithern nicht nur in der Region und in Südostasien, sondern auch in Zentralindien bekannt. Die zu den Scheduled Tribes gehörenden Hill Reddis im zentralindischen Bundesstaat Andhra Pradesh spielen die Bambusröhrenzither ronza gontam, die als bhuyabaja bei den Gond und unter anderen Namen auch in Oriya vorkommt. Wilfrid Grigson (1938) nennt die Gond-Namen pak-dol oder veddur-dol („Bambus-Trommel“, zur Unterscheidung von der hölzernen zweifelligen Röhrentrommel birya-dol) für eine dicke Bambusröhre mit drei idiochorden Saiten. Die Saiten des flach auf dem Boden liegenden Bambusinternodiums werden mit Stöckchen geschlagen.
Zu den Bambusröhrenzithern in Nordostindien gehört die chigring der Garo im Bundesstaat Meghalaya, die wie die gintang ein Schallloch in der Mitte hat. Zwei andere Bambusröhrenzithern, die mit Stöckchen geschlagen werden, sind die tutum dar bei den Mizo im Bundesstaat Mizoram und singphong oder sing diengphong bei den Khasi im indischen Bundesstaat Meghalaya. Die Röhrenzither der zu den Arakanesen gehörenden Mog in Tripura ruht wie eine Schlitztrommel quer vor dem Spieler auf dem Boden und ist mit zwei Gurten auf einem Holzklotz fixiert. Von Nordostindien bis in den Osten Nepals ist bei den Kiranti die yalambar verbreitet, deren zwei Saiten mit den Fingern gezupft werden.
Auf den Malaiischen Inseln waren und sind noch zum Teil idiochorde Bambusröhrenzithern verbreitet. Hervorzuheben sind die celempung auf der Insel Java (nicht zu verwechseln mit der gleichnamigen Kastenzither) und die sasando auf der indonesischen Insel Roti; bei den Toba-Batak in Sumatra kommt beispielsweise die tanggetong und auf Borneo die tongkungon vor. Die 60 Zentimeter lange und 10 Zentimeter dicke tongkungon im Bundesstaat Sabah im Nordosten Borneos heißt in Sarawak satong oder satung. Sie besitzt vier bis acht idiochorde Saiten.
Vermutlich durch Kulturimport aus Südostasien wird auf Madagaskar in Gebieten, in denen Bambus gedeiht, die valiha gespielt. Während der Musiker die vor ihm auf dem Boden liegende celempung mit Schlägeln schlägt, werden die übrigen Bambuszithern außerhalb Indiens mit den Fingernägeln gezupft.
Mundbögen und mit einem Resonator verstärkte Musikbögen sind die einfachsten und ältesten Saiteninstrumente, von denen die Entwicklung zu Harfen und Leiern mit ebenfalls freien Saiten vorstellbar ist. Die einfachste Form von Zithern, bei denen eine oder mehrere Saiten parallel über den Saitenträger verlaufen, sind Stabzithern. Sie benötigen einen separaten Resonator zur Klangverstärkung. Ein verfeinertes Beispiel einer Stabzither ist die in der nordindischen klassischen Musik gespielte rudra vina. Bei Röhrenzithern dient der Saitenträger zugleich zur Klangverstärkung. In ihnen sieht Bigamudre Chaitanya Deva (1978) die Urform zumindest der indischen Zithern. Stabzithern, die heute in der indischen Musik nur noch selten vorkommen, tauchen in Indien zuerst im 5. Jahrhundert auf Wandmalereien in den buddhistischen Höhlen von Ajanta auf. Von diesen frühesten, abgebildeten Stabzithern, deren primitive Entwicklungsstufe der gintang und anderen Röhrenzithern entspricht, blieb lediglich in einem Rückzugsgebiet in Odisha die einsaitige tuila erhalten.
Aus der einfachen Bambusröhrenzither entwickelten sich die für Nordostindien spezifischen, idiochorden Bambusfloßzithern, die für Indien untypisch sind. Floßzithern kommen ansonsten in Afrika vor. Mehrere dünne Bambusrohre liegen durch Querstäbe an beiden Enden fixiert nebeneinander. Weitere Querstäbe sind unter die ausgeschnittenen Bambussaiten geschoben. Außer der dendung in Assam ist in Meghalaya bei den Garo die dymphong und bei den Khasi die Floßzither dinkhrang bekannt. Die Floßzithern werden wie die Röhrenzithern perkussiv mit Stöckchen geschlagen. Auch wenn sie nicht als eigentliche Melodieinstrumente dienen, werden die Saiten auf bestimmte Tonhöhen gestimmt.
Bambusröhrenzithern gelten des Weiteren als Vorbild für andere mit Stöckchen geschlagene Saiteninstrumente. Hierzu gehört die südindische Langhalslaute gettuvadyam mit zwei Doppelsaiten aus Stahl. Der Musiker schlägt mit einem Bambusstab die Saiten und verkürzt sie mit einem weiteren Stab in der anderen Hand. Die gettuvadyam wird als rhythmische Begleitung, für Borduntöne oder für kurze Tonfolgen eingesetzt. Formähnlich, aber wesentlich ausgereifter ist die südindische Langhalslaute gottuvadyam.
Eine alternative englische Bezeichnung für Bambusröhrenzithern (bamboo tube zither) ist string drum („Saiten-Trommel“), wobei auf Form und Spielweise einer Schlitztrommel Bezug genommen wird. Außerhalb der Region mit Stöckchen geschlagene Saiteninstrumente sind das ungarische ütőgardon, eine Kastenhalslaute, die im Deutschen auch „Schlagcello“ genannt wird, und die txuntxun der Basken südlich der Pyrenäen. Die txuntxun ist eine Brettzither, welche der sitzende Musiker senkrecht vor dem Oberkörper hält und mit einem Stöckchen in der rechten Hand schlägt, während er mit der linken Hand eine Eintonflöte spielt. Ebenso wird nördlich der Pyrenäen in Okzitanien das ähnliche tambourin de Béarn verwendet. Solche „Saitentrommeln“ in der Art von Bordunzithern sind im europäischen Mittelalter seit dem 14. Jahrhundert aus Abbildungen überliefert und sind ein Vorläufer der Hackbretter.